# Resolutie 1063 Veiligheidsraad Verenigde Naties
Resolutie 1063 van de Veiligheidsraad van de Verenigde Naties werd unaniem door de VN-Veiligheidsraad aangenomen op 28 juni 1996. De resolutie richtte de UNSMIH-ondersteuningsmissie in Haïti op, als opvolger van de UNMIH-vredesmacht.

## Achtergrond
Na decennia onder dictatoriaal bewind won Jean-Bertrand Aristide in december 1990 de verkiezingen in Haïti. In september 1991 werd hij met een staatsgreep verdreven. Nieuwe verkiezingen werden door de internationale gemeenschap afgeblokt waarna het land in de chaos verzonk. Na Amerikaanse bemiddeling werd Aristide in 1994 in functie hersteld.

## Inhoud

### Waarnemingen
Het was nodig de inzet van Haïti om de stabiele omgeving die door de multinationale macht in het land was gecreëerd, te onderhouden en te blijven ondersteunen. Ook werd het mandaat van de UNMIH-vredesmacht in overeenstemming met resolutie 1048 op 30 juni beëindigd.

### Handelingen
De Veiligheidsraad bevestigde dat Haïti een volledig operationeel professioneel politieapparaat nodig had en dat het rechtssysteem in ere moest worden hersteld. Ze richtte de VN-Ondersteuningsmissie in Haïti (UNSMIH) op om het land tot 30 november te helpen met de professionalisering en opleiding van haar politie. Die missie zou bestaan uit 300 politieagenten en 600 troepen. Verder moest Haïti snel bijkomende financiële steun krijgen van de internationale instellingen voor de heropbouw van het land. Ten slotte werd secretaris-generaal Boutros Boutros-Ghali gevraagd tegen 30 september te rapporteren over de uitvoering van deze resolutie en mogelijkheden om UNSMIH te reduceren, zodat de missie zo goedkoop mogelijk bleef.

## Verwante resoluties
- Resolutie 1007 Veiligheidsraad Verenigde Naties (1995)
- Resolutie 1048 Veiligheidsraad Verenigde Naties
- Resolutie 1085 Veiligheidsraad Verenigde Naties
- Resolutie 1086 Veiligheidsraad Verenigde Naties

Lijst ·  1036 ·  1037 ·  1038 ·  1039 ·  1040 ·  1041 ·  1042 ·  1043 ·  1044 ·  1045 ·  1046 ·  1047 ·  1048 ·  1049 ·  1050 ·  1051 ·  1052 ·  1053 ·  1054 ·  1055 ·  1056 ·  1057 ·  1058 ·  1059 ·  1060 ·  1061 ·  1062 ·  1063 ·  1064 ·  1065 ·  1066 ·  1067 ·  1068 ·  1069 ·  1070 ·  1071 ·  1072 ·  1073 ·  1074 ·  1075 ·  1076 ·  1077 ·  1078 ·  1079 ·  1080 ·  1081 ·  1082 ·  1083 ·  1084 ·  1085 ·  1086 ·  1087 ·  1088 ·  1089 ·  1090 ·  1091 ·  1092